# Gamma Scuti
Désignations
Gamma Scuti est une étoile de la constellation de l'Écu de Sobieski. Sa magnitude apparente est de +4,68.

## Description
Gamma Scuti est une étoile blanche de la séquence principale de type spectral A2:V. D'après la mesure de sa parallaxe annuelle par le satellite Gaia, elle est située à environ ∼ 315 a.l. (∼ 96,6 pc) de la Terre. Elle se rapproche du Système solaire à une vitesse radiale de −34 km/s.
La constellation est approximativement définie par ses deux luminaires de quatrième magnitude, Alpha et Beta Scuti (respectivement 3,85 et 4,22), qui se trouvent sur les bords du nord et du sud de l'amas d'étoiles de l'Écu de Sobieski M11, une tache claire visible à l'œil nu dans la Voie lactée au sud de l'Aigle.